# HD38129
HD38129 — хімічно пекулярна зоря спектрального класу A0, що має видиму зоряну величину в смузі V приблизно  6,8.
Вона  розташована на відстані близько 622,4 світлових років від Сонця.

## Пекулярний хімічний вміст
Зоряна атмосфера HD38129 має підвищений вміст 
Cr
.